# ラジオ劇団『小さな奇跡』
ラジオ劇団『小さな奇跡』（ラジオげきだん『ちいさなきせき』）は、TOKYO FMをキーステーションに月曜から木曜の夕方にJFN系列の全38局で放送されていたラジオドラマである。2008年4月1日スタート（予告編は前日の3月31日に放送）。2010年3月31日終了。

## 概要
前番組のON THE WAY COMEDY 道草にから続く、平日夕方に放送される10分間のラジオドラマ番組。基本的には日替わりの1話完結だが、「最終週だけ2話連続」から4回（=一週間）連続エピソードも作られるようになった。なお各話のタイトルはその日に使われる曲名と同じである。
開始当初は月替わりの客演（ゲスト）を主人公としたドラマが製作されていたが、2009年10月以降は「貫地谷しほりのラジオ劇団・小さな奇跡」として、貫地谷しほりを「座長」に固定した体勢でラジオドラマが製作された。
「嘘のような本当の話」「身近にあった小さな出来事」をテーマとしているが、結婚式場を展開するテイクアンドギヴ・ニーズがスポンサーとなっていることもあり、恋愛をテーマにした作品も多い。

## 出演
- 貫地谷しほり（2009年10月以後、「座長」としてレギュラー出演　後述参照）
- 月替わりゲスト（2009年9月までは主役として出演）
- 劇団員（出演者）
- 過去
  - 高柳恭子アナウンサー（2008年6月まで一部の局の提供読み上げ、現在は男性が提供読み上げをしている。2008年4月・5月は本編のナレーションも務めていた）

### ゲスト（客演）
- 2008年4月: 田中美里
- 2008年5月: 阿部サダヲ
- 2008年6月: 酒井若菜
- 2008年7月: 星野真里
- 2008年8月: 劇団ひとり
- 2008年9月: 栗山千明
- 2008年10月: 麻生祐未
- 2008年11月: 仲村トオル
- 2008年12月: 貫地谷しほり
- 2009年1月: 西田尚美
- 2009年2月: 大東俊介
- 2009年3月: 辺見えみり
- 2009年4月: 佐津川愛美
- 2009年5月: 武田真治
- 2009年6月: 水野美紀
- 2009年7月: 石田ひかり
- 2009年8月: 馬場徹
- 2009年9月: 宮地真緒

### 脚本家
- 飯島早苗
- 池田真一
- いしかわ彰
- 高井浩子
- ヒロセエリ
- 福田卓郎
- 横澤剛

### 主な劇団員
- 富岡晃一郎
- おかやまはじめ
- 平野勲人
- 小林顕作
- 小林愛
- 増田未亜
- 小梶直人
- 桜井泉
- 中野順一朗

## 番組の進行について
2008年3月31日に放送された予告編は、前番組のON THE WAY COMEDY 道草と同じように、オープニング後に複数社のCM（合計60秒）、本編を放送した後に複数社のCM（合計80秒）という流れだった（合計8分37秒）。
4月以降の番組の進行は、カウキャッチャー枠として複数社のCMを40秒放送し、オープニング・提供読みののちドラマが始まり、その後にテイクアンドギヴ・ニーズの40秒CM（地域によっては系列の結婚式場のCM）を放送し、提供読みののちヒッチハイク枠として複数社のCMが60秒放送という流れになっていた（2009年1月まで）。
2009年2月から4月23日まではカウキャッチャー枠の20秒CMを放送し、オープニング・提供読み、ドラマ本編、テイクアンドギヴ・ニーズの40秒CMの後に、提供読みののちヒッチハイク枠のCMが80秒放送という流れに変わり、4月27日から2008年4月から2009年1月までの進行に戻ったが、5月18日から2009年2月から4月23日までの進行に変更された（2009年12月まで）。2010年1月からは2008年4月から2009年1月までの進行に変更された。カウキャッチャー・ヒッチハイク枠で流れるCMについては後述する。

## 各地の放送時間
すべて月曜～木曜の放送で、放送局名が太文字のものは提供がテイクアンドギヴ・ニーズではなく同社の結婚式場となっていることを表す。（結婚式場名）は番組提供名。また、★印はワイド番組に内包して放送していることを表す。
- 16:45 - 16:55
  - FM青森
  - AFM
  - FMとやま（アーヴェリール迎賓館）
  - radio CUBE FM三重（ガーデンクラブ迎賓館）
- 16:50 - 17:00
  - FMぐんま（アーセンティア迎賓館）★（『Vitamin Cafe』内）
- 17:00 - 17:10
  - Boy-FM★（『ボイス トゥ R』内）
  - Hi-Six★（『Hi-Six Radio JAM』内）
  - JOY FM
- 17:05 - 17:15
  - V-air★（『～V-tunes gate～MIRACLE P.M.』内）
- 17:10 - 17:20
  - FMY★（『Evening Street』内）
  - μFM（ベイサイド迎賓館）★（『MUSIC POWER STATION feel the μzic DA!!』内）
- 17:15 - 17:25
  - RADIO BERRY（アーカンジェル迎賓館）★（『B-BOX』内）
- 17:20 - 17:30
  - Date fm（アーカンジェル迎賓館、アーセンティア迎賓館）★（『Be-POP』内）
  - ふくしまFM（アーククラブ迎賓館）★（『RADIO GROOVE』内）
  - FM沖縄
- 17:28 - 17:38
  - FM-NIIGATA★（『SOUND SPLASH』内）
  - FM佐賀★（『夕方ラジオ 「チェケラッチョ」』内）
- 17:30 - 17:40
  - TOKYO FM（制作局）★（『WONDERFUL WORLD』内）
  - HELLO FIVE（アーククラブ迎賓館）★（『Do It!』内）
  - Kiss-FM KOBE（ベイサイド迎賓館・山手迎賓館（2008年6月 - ）・アーヴェリール迎賓館（2008年10月 - ））★（『Kiss MUSIC PRESENTER』内）
  - JOEU-FM（ベイサイド迎賓館）
  - Air-Radio FM88（ガーデンヒルズ迎賓館）★（『Radio Crusing』内）
- 17:32 - 17:42
  - FM岡山（アーヴェリール迎賓館）★（『TWILIGHT PAVEMENT』内）
- 17:35 - 17:45
  - FM福井
- 17:45 - 17:55
  - K-MIX（アクアガーデン迎賓館（沼津）・アーセンティア迎賓館（浜松））★（『Radio the Boom!』内）
  - Radio80（アーフェリーク迎賓館）★（『EVENING TRIPPER』内）
  - e-radio★（『レディオ・ロコ』内）
  - FMK（アーフェリーク迎賓館）★（『FMK RADIO BUSTERS』内）
- 17:48 - 17:58
  - FMとくしま（ヒルサイドクラブ迎賓館）★（『T-Cross』内）
- 17:50 - 18:00
  - AIR-G'
  - FM岩手★（『MAX WAVESCAPE』内）
  - FM長野（ガーデンヒルズ迎賓館）★（『The Step』内）
  - FM AICHI（アーカンジェル迎賓館・アーヴェリール迎賓館・アクアガーデン迎賓館）★（『パワー・ミックス』内）
  - FM OSAKA（ベイサイドパーク迎賓館）★（『MUSIC COASTER』内）
  - HFM（アーククラブ迎賓館広島、アーククラブ迎賓館福山）★（『冨永晃道のVibe ON!MUSIC』内）
  - FM香川（アーヴェリール迎賓館）★（『JOY-U・CLUB』内）
  - FM FUKUOKA（アーカンジェル迎賓館・アーフェリーク迎賓館）★（『Hyper Night Program GOW!!』内）
  - fm nagasaki（ベイサイド迎賓館）★（『G.Radio ℃ from KAMOMEスタジオ』内）

### 備考
- 2008年6月までは本編のナレーション担当が高柳アナから交代したため、Kiss-FM KOBEなどでは提供ナレーションが変わったが、FM OSAKAなどでは高柳アナの提供ナレーションを使用継続していた。なお、6月は本編ナレーションを主役であった酒井若菜が担当した。
- 2008年7月からは男性が提供読み上げおよび本編ナレーションを務めている（本編ナレーションは2009年4月から2009年9月までは劇団の座長を務める小梶直人（番組内の芸名は座長コカジ）が担当）。2009年10月以降は、太田真一郎が提供読み上げおよび番組宣伝CMのナレーションを担当している。
- 2008年11月3日は『FMフェスティバル』のため、放送時間が変更。放送時間は各局によって異なったため公式サイトに詳しく掲載された。
- 2008年と2009年の12月29日は『au ONAIR MUSIC CHART』の特別番組放送のため、放送時間が全局で17:50 - 18:00に変更となった。

## 貫地谷しほりのラジオ劇団・小さな奇跡

### 概要
- 2009年10月より2008年12月のゲスト貫地谷しほりが座長として主演及びナビゲートを務める冠番組となり、2010年3月31日の最終回まで6ヶ月、計104回が放送された。
- 番組は座長による前日のあらすじ紹介など30 - 45秒のフリートーク、末尾に開幕のブザーが鳴るなどより「劇団」の雰囲気が強くなり、三宅弘城、峯村リエ（ナイロン100℃）、三鴨絵里子（劇団ラッパ屋）、川原和久（劇団ショーマ）、中山祐一朗（阿佐ヶ谷スパイダース）、荒川良々（大人計画）といった各劇団を代表する個性派や、アニメ・ラジオドラマで声優としても活躍する俳優袴田吉彦や升毅をゲストに迎えた共演が続いた。
- 放送形態は10月第一週と3月最終週のみ1話完結、二週以降は月曜から木曜までの4話連続となり、11月30日からは4週間にわたって全16話の長編が放送。エンディング曲が日替わりという点は不変だが、週替わりのエピソードタイトルが付くようになった。座長と同年代の女性を主役に据えたコメディ色の濃いストーリーはエンディング曲の歌詞とリンクするような配慮がされ、11月第一週には10月第二週の内容と一部クロスオーヴァーする設定がされたり2010年に入ってからは過去作品の続篇もあるなど、ドラマ部分の拡大や話数の増加に伴い新たな工夫も聴かれるようになった。
- 番組グランドエンディング演目となった最終作品「桜の木の下で」は木曜日から新年度となる影響で特例的に全3話で構成されたが、過去の人気作品に登場した人物のその後や完結後に有名となった店などが随所に総登場し、これまでの作品が一つの世界観の元に再構成されフィナーレに華を添えた。

### 劇団員
- 富岡晃一郎
- 金田有希
- 小林顕作
- 西ノ園達大
- 桜岡あつこ
- 小林愛
- 増田未亜
- 春日清花
- 澤田育子

### 脚本
- 横澤剛（ディレクター兼任）
- 池田真一
- いしかわ彰
- 飯島早苗
- 福田卓郎
- ヒロセエリ
- 鈴木哲也